# Nouvelle biographie générale

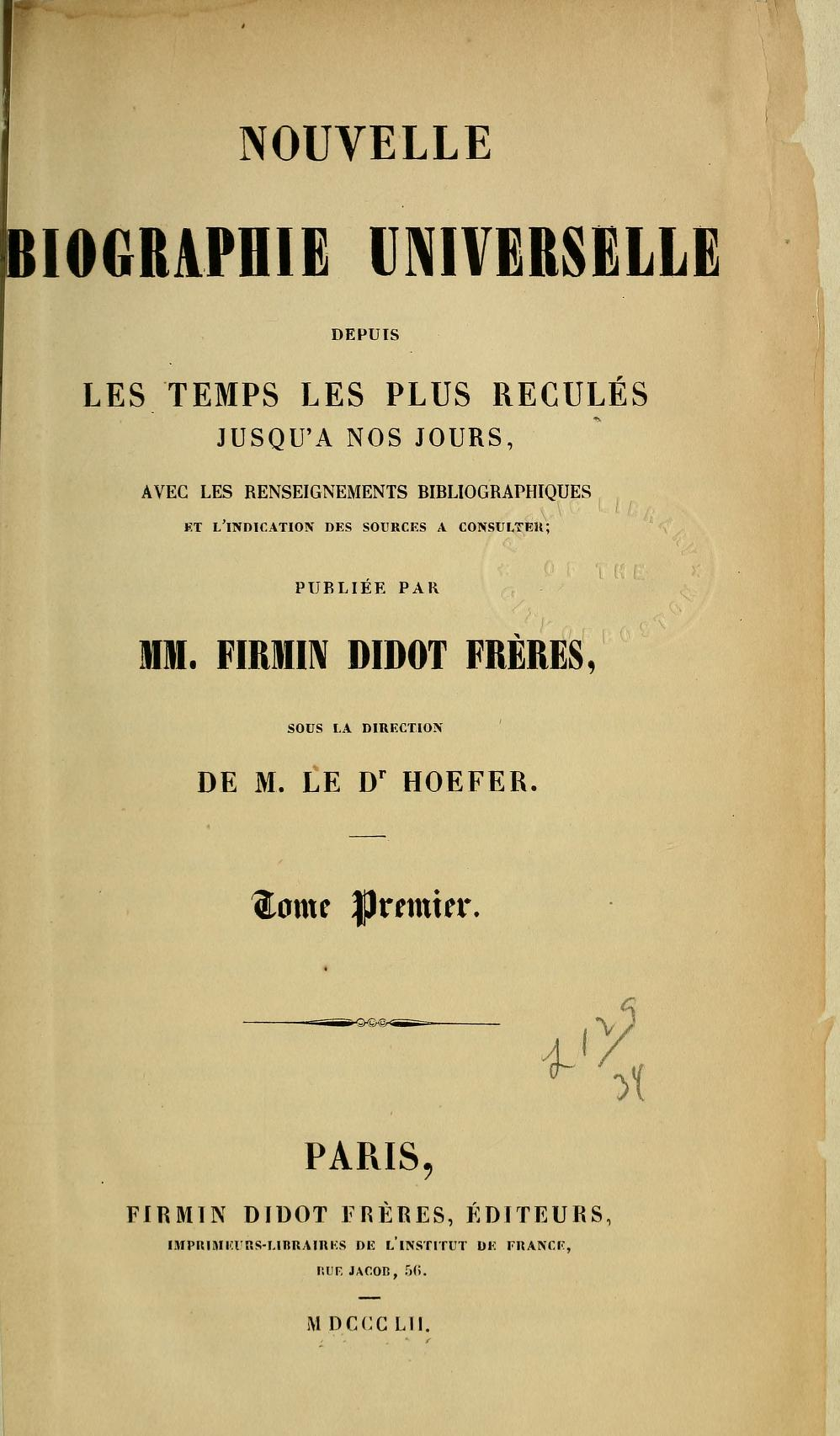
Titelseite von Band 1 (1852)

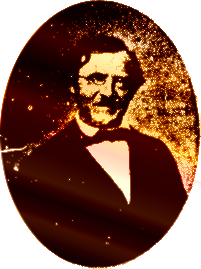
Ferdinand Hoefer

Die Nouvelle Biographie Générale ist ein französischsprachiges biographisches Nachschlagewerk. Die 46 Bände wurden zwischen 1852 und 1866 unter der Leitung des  französischen Arztes und Lexikographen Ferdinand Hoefer (1811–1878) veröffentlicht und von Ambroise Firmin-Didot herausgegeben. Die Bände 1 bis 9 tragen den Titel Nouvelle Biographie Universelle, die Bände 10 bis 46 den Titel Nouvelle Biographie Générale.

## Übersicht
Die einzelnen Bände der Nouvelle Biographie générale (erschienen bei Firmin Didot frères) sind unter verschiedenen Formaten im Internetarchiv abrufbar.
| Band      | von                 | bis                      |
| --------- | ------------------- | ------------------------ |
| Volume 1  | AA                  | Alfez                    |
| Volume 2  | Alfieri             | Aragona                  |
| Volume 3  | Aragonèse           | Azzubeydi                |
| Volume 4  | Baaden-Durlach      | Beaumanoir               |
| Volume 5  | Beaumarchais        | Biccius                  |
| Volume 6  | Bichat              | Boulduc                  |
| Volume 7  | Boulen              | Bzovius                  |
| Volume 8  | Cabacius            | Caselles                 |
| Volume 9  | Casenave            | Charost                  |
| Volume 10 | Charpentier         | Cochran                  |
| Volume 11 | Cochrane            | Cortès                   |
| Volume 12 | Cortèse             | Danrémont                |
| Volume 13 | Dans                | Dewlet                   |
| Volume 14 | Dexbach             | Duchesnois               |
| Volume 15 | Duchy               | Emmery de Sept-Fontaines |
| Volume 16 | Emmet               | Faes                     |
| Volume 17 | Faesch              | Floris                   |
| Volume 18 | Florus              | Fryxell                  |
| Volume 19 | Fuad-Effendi        | Geoffrin                 |
| Volume 20 | Geoffrin            | Goerres                  |
| Volume 21 | Goertz              | Grevile                  |
| Volume 22 | Grévin              | Gyulay                   |
| Volume 23 | Haag                | Hennequin                |
| Volume 24 | Hennert             | Holophira                |
| Volume 25 | Holst               | Irwin                    |
| Volume 26 | Isaac               | Joséphine                |
| Volume 27 | Josépin             | Koegler                  |
| Volume 28 | Koehler             | La laure                 |
| Volume 29 | La Liborlière       | Lavoisien                |
| Volume 30 | Lavoisier           | Lettsom                  |
| Volume 31 | Leu.                | Louis-Napoléon           |
| Volume 32 | Louise se Savoie    | Maldeghem                |
| Volume 33 | Maldonado           | Martial                  |
| Volume 34 | Martialis Gargilius | Mérard de Sainte-Juste   |
| Volume 35 | Mérat               | Monnier                  |
| Volume 36 | Monniotte           | Murr                     |
| Volume 37 | Murray              | Nicolini                 |
| Volume 38 | Nicolle             | Ozerof                   |
| Volume 39 | Paaw                | Philopémen               |
| Volume 40 | Philoponus          | Preval                   |
| Volume 41 | Prévalaye           | Renouard                 |
| Volume 42 | Renoult             | Saint-André              |
| Volume 43 | Saint-Ange          | Simiane                  |
| Volume 44 | Simler              | Testa                    |
| Volume 45 | Teste               | Vermond                  |
| Volume 46 | Verne (La)          | Zyll.                    |